# شینید کینان
شینید کینان (ایرلندی: Sinéad Keenan؛ زادهٔ ۲۷ دسامبر ۱۹۷۷) بازیگر اهل ایرلند است. وی از سال ۱۹۹۹ میلادی تاکنون مشغول فعالیت بوده‌است.
از فیلم‌ها یا برنامه‌های تلویزیونی که وی در آن نقش داشته‌است، می‌توان به دکتر هو، پوآرو، رخنه‌گر، شاهد خاموش، آفتاب‌سوختگی، آلن کار: مرد وراج، انسان بودن اشاره کرد.